# Kosice (district de Hradec Králové)
Pour les articles homonymes, voir Kosice.
Kosice (en allemand : Großkositz) est une commune du district de Hradec Králové, dans la région de Hradec Králové, en République tchèque. Sa population s'élevait à 341 habitants en 2022.

## Géographie
Kosice se trouve à 7 km au nord-est de Chlumec nad Cidlinou, à 21 km à l'ouest-sud-ouest de Hradec Králové et à 80 km à l'est-nord-est de Prague.
La commune est limitée par Měník au nord, par Kosičky à l'est, par Stará Voda au sud, et par Písek et Mlékosrby à l'ouest.

## Histoire
La première mention écrite de la localité date de 1315.

## Galerie

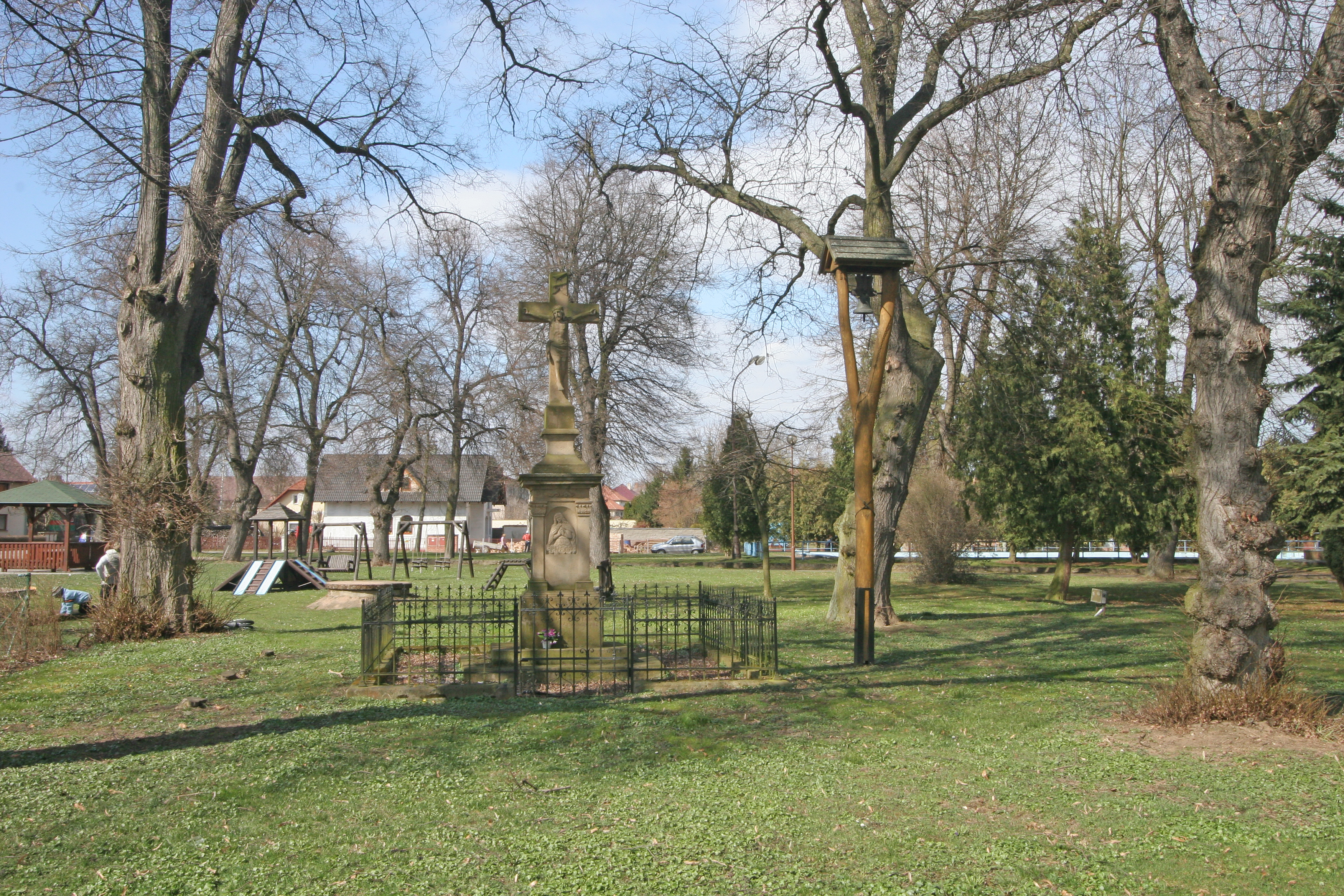
Centre de Kosice.
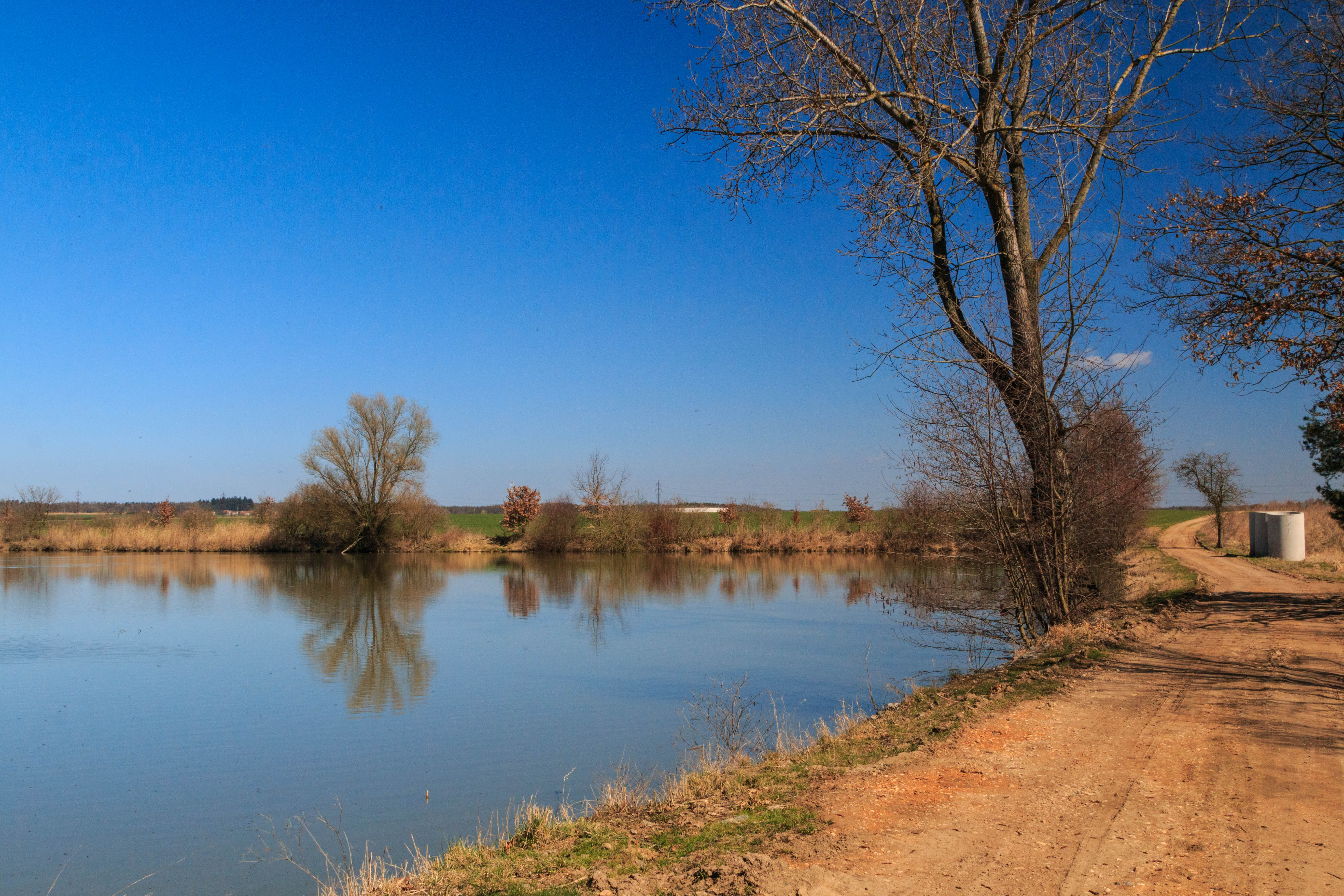
Étang de Kosický.

## Transports
Par la route, Kosice se trouve à 8,5 km de Chlumec nad Cidlinou, à 25 km de Hradec Králové et à 99 km de Prague. 